# 長腕小章魚
長腕小章魚（学名：Octopus minor），又名長蛸，为章魚科章魚屬下的一个种。